# Charles-Pierre Chais
Charles-Pierre Chais (1700-1785) est un pasteur protestant genevois. On lui doit entre autres une traduction de la Bible de l'anglais au français.

## Biographie
Charles-Pierre Chais naît à Genève le 23 décembre 1700.
Il est pasteur de la congrégation française à La Haye de 1728 à sa mort, le 10 novembre 1785.
D'autres sources donnent moins précisément les années de naissance 1701, et de mort 1785 ou 1786.

## Œuvres
À partir de 1742 et jusqu'à sa mort, Chais publie une traduction de la Bible de l'anglais au français sous le titre La Sainte Bible, ou le vieux et le nouveau testament avec un commentaire littéral composé de notes choisies et tirées de divers auteurs anglois. En 1790 paraît le septième volume de sa traduction.
Il a aussi publié d'autres œuvres ; 
- Le sens littéral de l'écriture sainte traduit de l'Anglois de Stack-house, 1751, 3 volumes
- Lettres historiques et dogmatiques sur les Jubilés et les indulgences à l'occasion du Jubilé Universel célébré à Rome, 1751
- Théologie de l'Écriture Sainte, ou la Science du Salut, 1752, 2 volumes
- Catéchisme historique et dogmatique, 1755, La Haye
- Essai apologétique sur l'Inoculation, 1755